# Universidade de Tuscia
A Universidade de Tuscia (em italiano, Università degli Studi della Tuscia) é uma instituição de ensino superior pública localizada na cidade de Viterbo, na Itália, fundada em 1979.

## Ligação externa
- Página oficial